# Biofizika
Bíofizika (tudi biolóška fízika) je interdisciplinarna veda, ki preučuje fizikalne vidike biologije. Raziskave v biofiziki danes zajemajo vrsto specifičnih bioloških študij, ki jim težko najdemo skupni imenovalec, kar otežuje enostavno definicijo panoge. To je tudi posledica dejstva, da je biofizika razmeroma mlada znanost. Področja, ki jih uvrščajo pod okrilje biofizike, segajo od primerjave zaporedij DNA do nevronskih mrež. Še nedavno so v biofiziko uvrščali tudi izdelavo umetnih udov in nanostroje za reguliranje bioloških funkcij, danes pa ti področji navadno obravnavamo v okviru bionike in nanotehnologije. Pričakujemo lahko, da se bo definicija tudi v prihodnje še spreminjala.

## Pregled biofizike
Biofizika na univerzah po svetu praviloma nima lastne fakultete ali oddelka. Namesto tega delujejo skupine znotraj področij biokemije, biologije, farmakologije, fizike, fiziologije, kemije, matematike, nevroznanosti in računalništva. Sledi seznam zgledov, kako se lahko različni oddelki udejstvujejo na področju biofizike. Seznam ni zaključen, niti ne pripada vsaka tematika izključno enemu samemu oddelku, saj imajo akademske institucije pri tem lastna pravila.
- biokemija in kemija — biomolekulska struktura, siRNA, struktura nukleinskih kislin.
- biologija in molekularna biologija — večina biofizikalnih raziskav navadno poteka na kakšnem od bioloških oddelkov. Mednje sodijo genska regulacija, dinamika posamičnih beljakovin, bioenergetika, elektrofiziologija, filogenetska drevesa, biološke strukture.
- farmakologija in fiziologija — biologija kanalčkov, biomolekularne interakcije, celične membrane, poliketidi.
- fizika — biomolekulska prosta energija, struktura in dinamika biomolekul, zlaganje beljakovin, stohastični procesi, dinamika površin.
- matematika — modeliranje populacij, dinamika tekočin.
- medicina in nevroznanosti — eksperimentalna (možganske rezine) in teorijska (računalniški modeli) obravnava nevronskih mrež, permeabilnost membran, genska terapija, razumevanje tumorjev.
- računalništvo — primerjava zaporedij, nevronske mreže.

Biofizika je razvila tudi številne lastne biofizikalne metode. Nekatere metode v biofiziki so začeli raziskovalci, ki so bili po osnovni izobrazbi fiziki, danes pa večina raziskovalcev biofizikov izhaja iz drugih ved.

## Nekatera področja biofizike
- celična biofizika
- ionski kanalčki, transmembranski receptorji in membranski transporterji
- elektrofiziologija
- celična membrana
- mišičje in delovanje mišic
- nukleinske kisline
- fotobiofizika
- proteini
- velemolekulske združbe
- spektroskopija, slikanje itd.

## Znani biofiziki
- Luigi Galvani, odkritelj živalske elektrike
- Hermann von Helmholtz, prvi izmeril hitrost živčnih impulzov
- Alan Hodgkin in Andrew Huxley, sodobno razumevanje delovanja živčnega prenosa
- Georg von Békésy, raziskave ušesa in sluha
- Bernard Katz, odkritelj delovanja sinaps
- Maurice Wilkins & Rosalind Franklin, pionirja kristalografije DNA
- Francis Crick, soodkritelj DNK in genskega zapisa
- Max Ferdinand Perutz in John Kendrew, pionirja proteinske kristalografije